# Mercedes Wrischer
Mercedes Wrischer (5. veljače 1929., Beograd – 3. prosinca 2011., Zagreb) bila je hrvatska znanstvenica i pionirka elektronske mikroskopije čiji je rad značajno oblikovao područja biologije stanica i ultrastrukturnih istraživanja. 

## Životopis
Wrischer je rođena u Beogradu, u obitelji željezničara. Obrazovanje je započela u Njemačko-srpskoj školi u Beogradu, a nastavila u Zagrebu, gdje je završila Prirodoslovno-matematički fakultet. Već tijekom studija pokazivala je interes za mikroskopiju i istraživanja ultrastrukture stanica, što će obilježiti njezin znanstveni rad.
Svoju znanstvenu karijeru započela je na Institutu „Ruđer Bošković”, gdje je radila pod mentorstvom prof. Teodora Varićaka. Doktorirala je 1962. godine obranom disertacije na temu elektronsko-mikroskopskih istraživanja nekrobioze stanica. Tijekom karijere intenzivno je surađivala s istaknutim znanstvenicima poput prof. Zvonimira Devidéa i prof. Nikole Ljubešića, s kojima je razvijala metode elektronske mikroskopije i doprinijela istraživanju ultrastrukture biljnih i životinjskih stanice.
Wrischer je 1965. godine postala dobitnica prestižne Humboldtove stipendije, koja ju je odvela na specijalizaciju na Sveučilišta u Heidelbergu i Freiburgu u Njemačkoj, gdje je radila s prof. Peterom Sitteom, jednim od vodećih stručnjaka za staničnu biologiju. Tijekom svog boravka razvijala je metodu autoradiografije visoka razlučivanja i objavila radove koji su prepoznati na međunarodnoj razini.
Kao dugogodišnja voditeljica Laboratorija za elektronsku mikroskopiju na Institutu „Ruđer Bošković“, Wrischer je istraživala ultrastrukturu kloroplasta, plastida i citoplazmatskih uklopina u biljnim i životinjskim stanicama. Naročito je zapažen njen rad na ultrastrukturi Golgijevog aparata, endoplazmatskog retikuluma i mitohondrija. Istaknula se i kao autorica prve elektronsko-mikroskopske snimke virusa u Hrvatskoj te kao mentorica brojnim mladim znanstvenicima.
Posvećena joj je monografija Mercedes Wrischer: Život pod mikroskopom.

## Vanjske poveznice
|  | Zajednički poslužitelj ima još gradiva o temi Mercedes Wrischer |